# Montoussin
Montoussin (em occitano:  Montossin) é uma comuna francesa na região administrativa da Occitânia, no departamento do Alto Garona. Estende-se por uma área de 4.83 km², com 130 habitantes, segundo o censo de 2018, com uma densidade de 27 hab/km².